# ای.بی. ایمسون
ای. بی. ایمسون (انگلیسی: A. B. Imeson؛ ۱۸۷۵ – ۲۸ فوریه ۱۹۴۴) یک هنرپیشه، و بازیگر سینما اهل بریتانیا بود.
از فیلم‌ها یا برنامه‌های تلویزیونی که وی در آن نقش داشته است می‌توان به ملکه باکره، بنجامین دیزرائیلی و سایه سفید اشاره کرد.